# دایسوکه فوجیی
دایسوکه فوجیی (انگلیسی: Daisuke Fujii؛ زادهٔ ۱۵ اکتبر ۱۹۸۶) بازیکن فوتبال اهل ژاپن است.
از باشگاه‌هایی که در آن بازی کرده‌است می‌توان به باشگاه فوتبال آلبیرکس نیگاتا اشاره کرد.